# Kozak Hołota
Kozak Hołota, Duma o kozaku Hołocie (oryg. ukr. Дума про козака Голоту) – duma kozacka powstała najprawdopodobniej w okresie powstania Chmielnickiego.
Okres powstania Kozaka Hołoty jest kwestią niejasną. Zdaniem Mirosława Kasjana tematyka utworu nakazywałaby powiązać go z grupą najwcześniej powstałych dum kozackich, jednak jego stylistyka zbliża go do dzieł tego gatunku ułożonych w okresie powstania Chmielnickiego. W odróżnieniu od dum niewątpliwie starszych (Marusia z Bogusławia, Trzej bracia samarscy) utwór ten przepaja ironia, brak w nim natomiast liryzmu typowego dla wczesnych przykładów kozackiej poezji ludowej. Za zaliczeniem go do dzieł nowszych przemawia również uboższe w porównaniu ze starszymi dumami słownictwo i zasób środków artystycznych tekstu, bliższe stylistyce tekstów powstających na Ukrainie od ok. połowy XVII stulecia.
Duma została po raz pierwszy spisana w 1684, stając się tym samym pierwszym utrwalonym w ten sposób przykładem epicko-lirycznej poezji kozackiej. W innym wariancie dzieło zostało spisane przez Pantelejmona Kulisza, który odnotował tekst dumy na podstawie śpiewu  kobziarza Archipa Nykonenki ze wsi Orżycia (okolice Połtawy). Zapis z 1684 odnalazł w archiwum w Krakowie M. Woźniak w 1928. 

## Treść
Duma rozpoczyna się od obrazu głównego bohatera, kozaka Hołoty, pędzącego konno, w nędznym stroju, przez step w stronę miasta Kilia. Tam Tatar w rozmowie ze swoją żoną zdradza jej swój zamiar pojmania Hołoty i sprzedania go jako niewolnika. Następnie ubiera się w wystawny strój bojowy i wyjeżdża konno na spotkanie Zaporożca. Grozi mu śmiercią i zapowiada wzięcie go do niewoli i sprzedanie. Szydząc z tego, że Tatar ocenił jego wartość, zanim pokonał go w walce, Hołota zabija go strzałem z pistoletu. Następnie zabiera kosztowny ubiór napastnika i udaje się na Sicz, na ucztę w gronie innych kozaków.